# 삼단젖힘
삼단젖힘은 이단젖힘에서 한번 더 젖히는 수다. 양단수를 당할 수 있는 무리한 수법으로 실전에서는 자주 활용되지 않는다.